# Pește-dragon-boa
Peștele-dragon-boa (Stomias boa ferox) este un pește de adâncime. Trăiește la adâncimi foarte mari, adesea peste 1 km. Totuși, ca și alți pești de adâncime, migrează noaptea spre suprafața apei, pentru a se hrăni. Trăiește în Oceanul Atlantic, atingând 30 cm în lungime. Se hrănește cu alți pești și cu crustacee.